# Center for Creative Photography

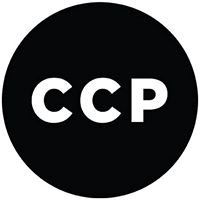
Logo Centra kreativní fotografie na Arizonské univerzitě

Center for Creative Photography (CCP, Centrum kreativní fotografie), založené v roce 1975 a umístěné v campusu univerzity v Arizoně v Tucsonu, je výzkumné zařízení a archiv, které obsahuje kompletní archiv více než šedesáti nejvýznamnějších amerických fotografů, včetně Edwarda Westona, Harryho Callahana nebo Garryho Winogranda, stejně jako sbírku více než 80 000 snímků reprezentujících více než 2 000 fotografů. Centrum také obsahuje archivy Ansela Adamse, včetně všech negativů, o nichž je známo, že existovaly v době jeho smrti. CCP shromažďuje, uchovává, interpretuje a zpřístupňuje materiály, které jsou nezbytné k porozumění fotografie a její historie.

## Podrobnosti
Mezi zakladatele Centra patřil také Ansel Adams. V roce 1989 se CCP přestěhovala na stávající plochu 5.100 m², která je součástí komplexu Univerzity výtvarných umění.
CCP se věnuje fotografii jako umělecké formě. Mezi fotografy zastoupenými v uměleckých sbírkách střediska jsou: Lola Alvarez Bravo, Richard Avedon, Josef Breitenbach, Dean Brown, Wynn Bullock, Louise Dahl-Wolfe, Andreas Feininger, R. J. Kern, Margrethe Mather, William Mortensen, Marion Palfi, Aaron Siskind, W. Eugene Smith, Rosalind Solomon, Frederick Sommer, Peter Stackpole, Edward Steichen, Paul Strand, Tseng Kwong Chi, Laura Volkerding nebo Bill Jay.
Galerie CCP je přístupná veřejnosti a má stále se měnící výstavu. Část sbírek CCP je k dispozici online prostřednictvím oficiálních internetových stránek CCP.
Kromě výstavního programu nabízí CCP také vzdělávací programy, pomoc při výzkumu, muzejní prodejnu a také stáže (otevřené studentům Arizonské univerzity). Kromě toho jsou licenční a reprodukční služby k dispozici pedagogům, muzeím, vědcům a vydavatelům.
CCP je vybaven přednáškovou halou pro 240 posluchačů s plnohodnotnými audiovizuálními možnostmi a používá se k přednáškám na Vysoké škole výtvarných umění.